# .je
.je to domena internetowa przypisana dla stron internetowych z wyspy Jersey. Została utworzona 8 sierpnia 1996. Zarządza nią Island Networks.